# استثمار الذهب
يشير الاستثمار في الذهب، كما يوحي الاسم، إلى شراء وبيع الذهب كشكل من أشكال الاستثمار. ويعد الذهب أكثر المعادن الثمينة استثماراً. لقد حظي بتقدير البشر لقرون، حيث استُخدم في صناعة المجوهرات والمنحوتات وغيرها من الأشياء الثمينة. يشتري المستثمرون الذهب عمومًا لتنويع المخاطر، وخاصة من خلال استخدام العقود الآجلة ومشتقاتها.

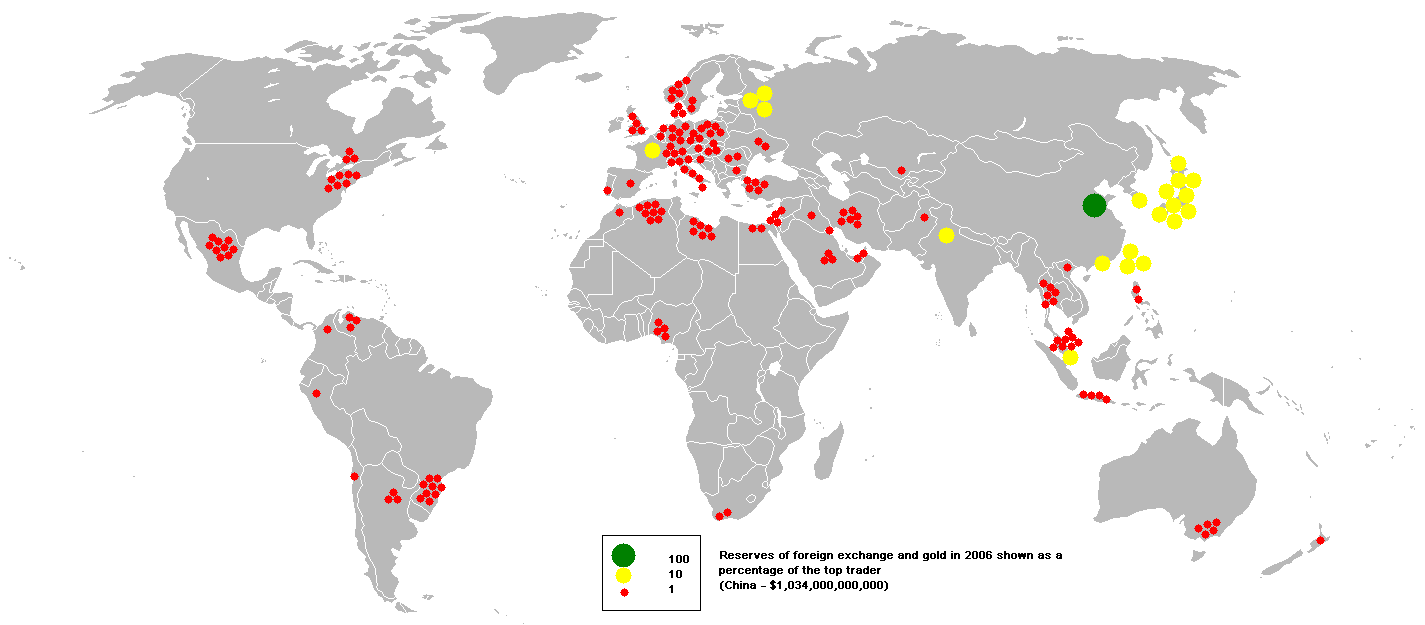
احتياطي حقوق السحب الخاصة، والعملات الأجنبية (الفوركس)، والذهب في عام 2006.

يخضع سوق الذهب مثل أي سوق آخر إلى المضاربات والتقلبات، ومع تقلب الطلب على الذهب، يتقلب سعره أيضًا. هذا يعني أنه يمكن للمستثمرين شراء الذهب عندما تكون الأسعار منخفضة وبيعه عندما ترتفع الأسعار لتحقيق ربح.
يُعد الذهب ملاذ آمن أكثر فعالية بالمقارنة بأي معدن ثمين آخر يستخدم في الاستثمار كما أنه أيضًا يحمل خصائص الحيطة في عددًا من الدول.
يمكن أن يتواجد الذهب للاستثمار في أشكال عديدة. أبسط الطرق وأكثرها مباشرة هو شراء الذهب المادي، مثل سبائك الذهب أو العملات المعدنية أو المجوهرات أو التماثيل الذهبية. بدلاً من ذلك، يمكن استثمار الذهب من خلال الصناديق المتداولة (ETFs).
في أوائل القرن الحادي والعشرين، أصبح الذهب أحد أكثر خيارات الاستثمار شيوعًا لعامة الناس. يشتري الكثير من الناس الذهب للتحوط من التضخم. يستخدم الكثيرون أيضًا استراتيجية متوسط التكلفة بالدولار (DCA)، حيث يشترون كمية صغيرة من الذهب على فترات منتظمة، للتخطيط للمستقبل.

## سعر الذهب

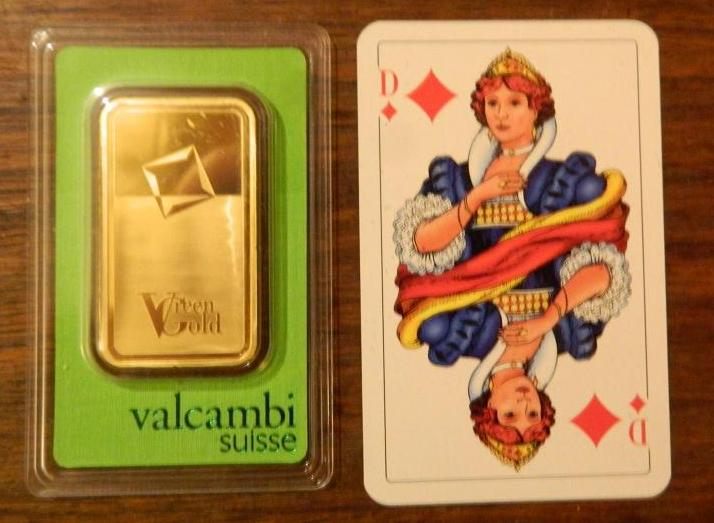
حجم سبيكة ذهب 100 جرام مقارنة بحجم ورقة اللعب. لا يجوز فتح العبوة البلاستيكية. إذا تم فتح الشريط ، فقد يتعين إعادة صهره بعد بيعه مرة أخرى، مما يؤثر على قيمته قليلاً. السماكة تتراوح ما بين 3 إلى 4 ملم. الوزن أثقل بشكل ملحوظ مما قد يتوقعه المرء لمثل هذه القطعة المعدنية الصغيرة.

لطالما كان للذهب قيمة سوقية معينة منذ العصور القديمة. استخدم الناس في الحضارات القديمة مثل مصر القديمة والهند والصين الذهب لصنع العملات المعدنية والمجوهرات والمنحوتات. منذ القرن العشرين، جعلت الموصلية الممتازة للذهب استخدام في المكونات الإلكترونية. فللذهب خصائص فيزيائية وكيميائية فريدة مثل مقاومته للتآكل.
يتفاوت سعر الذهب مثله مثل أيّ سلعة حسب العرض والطلب، ويتمّ تحديد سعره من خلال التجارة به في الأسواق الاشتقاقية، كما يضبط التفاوت في سعر الذهب بعملية تسمّى تثبيت سعر الذهب، والتي طبّقت أوّل مرّة في لندن سنة 1919، وهي تزوّد الأسواق بسعر ثابت للذهب؛ ولكي تتوافق العملية مع الأسواق الأمريكية بسبب فرق التوقيت جرى طرح تثبيت مسائي منذ سنة 1968. في سنة 2005 قدّر مجلس الذهب العالمي العرض العالمي للذهب بحوالي 3,859 طن، أمّا الطلب العالمي له فكان 3,754 مع وجود فائض بحوالي 105 أطنان. أعطي الذهب الرمز XAU وفق معيار أيزو 4217 العالمي.
بدايةً من سبعينات القرن العشرين ظهرت نزعة الازدياد في سعر الذهب، حيث بلغ أعلى قيمة له في القرن العشرين سنة 1980، إذ كانت سعر أونصة تروي 850 دولار أمريكي (27.33 $/غ)؛ لكنه انخفض مع الاقتراب من نهاية القرن حتى وصل سعر أونصة تروي إلى 252.90 دولار أمريكي (8.13 $/غ) في يونيو 1999. بعد ذلك ازداد سعر الذهب بشكل متسارع من سنة 2001 إلى أن بلغ أعلى قيمة قياسية له سنة 2008، إذ تعدّى حاجز ال850 في شهر يناير من تلك السنة وبلغ سعره 865.35 دولار أمريكي للأونصة الواحدة، ثمّ وصل إلى القيمة القياسية الجديدة له في شهر مارس 2008 وهي 1023.50 دولار أمريكي للأونصة الواحدة (32.91 $/غ). في أواخر سنة 2009 شهدت أسواق الذهب ارتفاعاً جديداً إلى أن وصل سعر الذهب قيمة قياسية جديدة في ديسمبر 2009 وهي 1,217.23 دولار أمريكي للأونصة؛ ثمّ ما لبث أن ارتفع السعر مجدّداً في مايو 2010 كنتيجة لتبعات أزمة الديون الأوروبية التي جعلت المستثمرين يلجأون للذهب كملاذ آمن. واصل سعر الذهب بعد ذلك في الارتفاع خاصّة في سنة 2011 بعد أحداث الربيع العربي في منطقة الشرق الأوسط وشمال أفريقيا، حيث بلغ سعراً قياسياً جديداً وهو 1432.57 دولار أمريكي للأونصة في شهر مارس؛ ثمّ قفز سعره بشكل كبير في تلك السنة إلى أن وصل إلى 1,913.50 دولار أمريكي للأونصة في شهر أغسطس 2011، وهي أعلى قيمة قياسية يصل إليها الذهب، انخفض سعر الذهب بعد ذلك في السنوات اللاحقة (2012 - 2018) ليعود إلى قيمة تتأرجح بين 1200 - 1300 دولار أمريكي للأونصة.
تم استخدام الذهب، حتى الآونة الأخيرة، باعتباره النقد الأساسي عبر التاريخ وكان معيار نسبي لعملة محددة مكافئة للمناطق أو الدول الاقتصادية. نفذت معايير الذهب في معظم البلدان الأوربية في العقد الأخير من القرن التاسع عشر حتى تم تعطيل هذا مؤقتا في ظل الأزمات المالية التي شملت الحرب العالمية الأولى. في أعقاب الحرب العالمية الثانية، ثبّت نظام بريتون وودز سعر الدولار الأمريكي للذهب عند معدل 35$ أمريكي للأوقية الواحدة. ظل هذا النظام قائمًا حتى صدمة نيكسون عام 1971، عندما أوقفت الولايات المتحدة التحويل المباشر من الدولار الأمريكي إلى الذهب وحولت إلى نظام نقد إلزامي. آخر العملات التي انفصلت عن الذهب كانت الفرنك سويسري في عام 2000.
منذ عام 1991، كان المؤشر القياسي الأكثر شيوعًا لسعر الذهب خاضع لتحديد سعر الذهب في لندن، من خلال اجتماع هاتفي مرتين يوميًا لمثلين من خمس شركات لتداول سبائك الذهب في سوق لندن لسبائك الذهب. علاوة على ذلك، يتم تداول الذهب باستمرار من خلال السعر الفوري اليومي العالمي والمستمد من السوق الثانوي لسوق تداول الذهب حول العالم (الأيزو "XAU").
الجدول التالي يوضح سعر الذهب في الولايات المتحدة مقارنة بالأصول الأخرى:

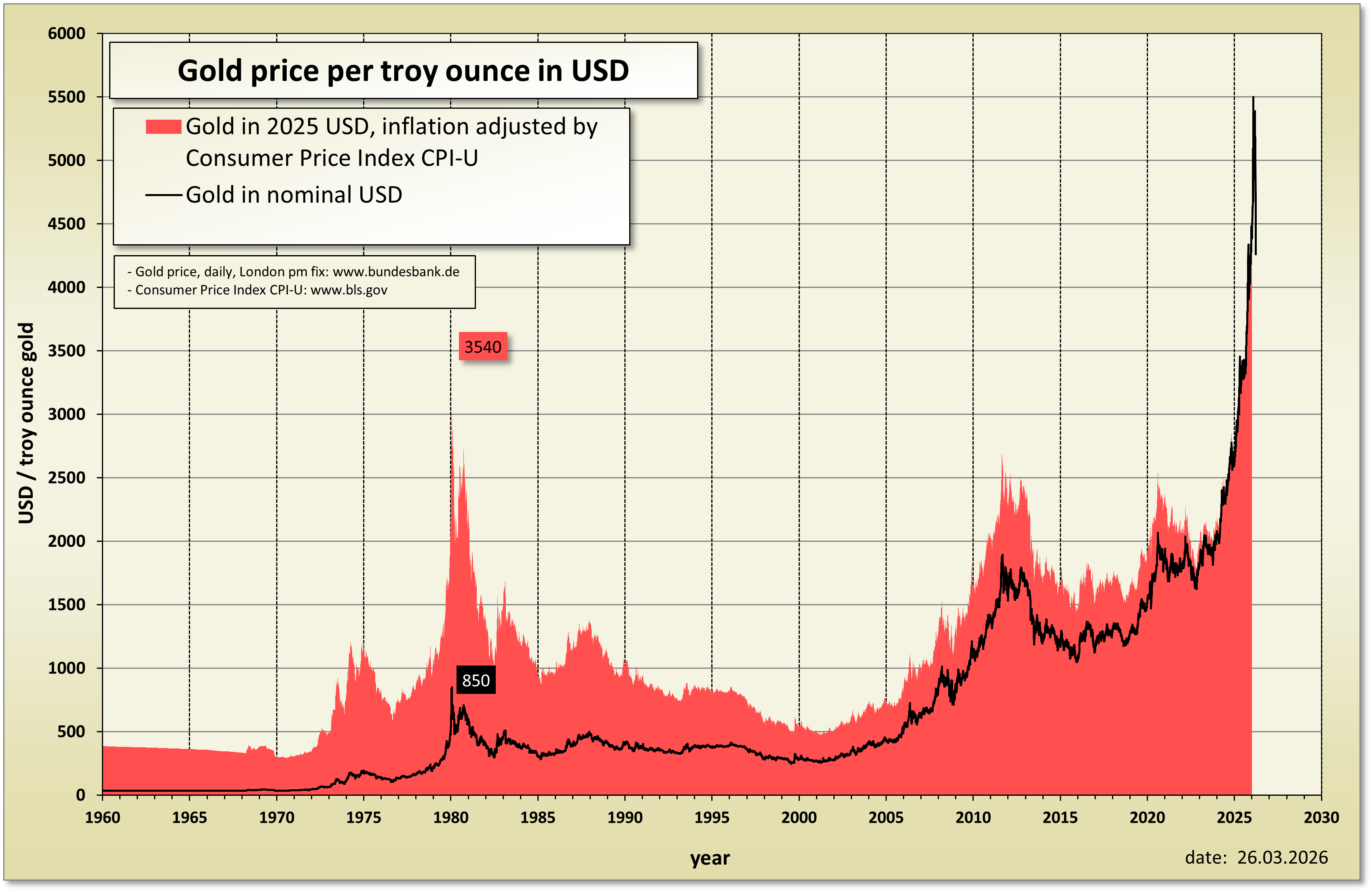
تاريخ سعر الذهب في الفترة من 1960-2014.

سعر الذهب في الفترة من يناير 1971-يناير 2012. يوضح الرسم البياني السعر الرمزي بالدولار الأمريكي، سعر الذهب بالدولار الأمريكي في الفترة من 1971-2012.

تم تعديل أسعار الذهب للأوقية الواحدة في رأس مال الوجهي للدولار الأمريكي والتضخم للدولار الأمريكي منذ عام 1914 فصاعدًا.

| عام                                                                    | الذهب دولار أمريكي / أونصة | DJIA         | DJIA | الناتج المحلي الإجمالي العالمي | الناتج المحلي الإجمالي العالمي | ديون الولايات المتحدة     | ديون الولايات المتحدة | نصيب الفرد من الدين | نصيب الفرد من الدين | مؤشر الدولار الأمريكي المرجح للتجارة |
| عام                                                                    | الذهب دولار أمريكي / أونصة | دولار أمريكي | XAU  | دولار أمريكي (تريليونات)       | XAU (مليارات)                  | دولارات أمريكية (مليارات) | XAU (مليارات)         | دولار أمريكي        | XAU                 | مؤشر الدولار الأمريكي المرجح للتجارة |
| ---------------------------------------------------------------------- | -------------------------- | ------------ | ---- | ------------------------------ | ------------------------------ | ------------------------- | --------------------- | ------------------- | ------------------- | ------------------------------------ |
| 1970                                                                   | 37                         | 839          | 22.7 | 3.3                            | 89.2                           | 370                       | 10.0                  | 1874                | 50.6                |                                      |
| 1975                                                                   | 140                        | 852          | 6.1  | 6.4                            | 45.7                           | 533                       | 3.8                   | 2525                | 18.0                | 33.0                                 |
| 1980                                                                   | 590                        | 964          | 1.6  | 11.8                           | 20.0                           | 908                       | 1.5                   | 4013                | 6.8                 | 35.7                                 |
| 1985                                                                   | 327                        | 1,547        | 4.7  | 13.0                           | 39.8                           | 1,823                     | 5.6                   | 7,657               | 23.4                | 68.2                                 |
| 1990                                                                   | 391                        | 2,634        | 6.7  | 22.2                           | 56.8                           | 3233                      | 8.3                   | 12892               | 33.0                | 73.2                                 |
| 1995                                                                   | 387                        | 5117         | 13.2 | 29.8                           | 77.0                           | 4,974                     | 12.9                  | 18.599              | 48.1                | 90.3                                 |
| 2000                                                                   | 273                        | 10787        | 39.5 | 31.9                           | 116.8                          | 5662                      | 20.7                  | 20,001              | 73.3                | 118.6                                |
| 2005                                                                   | 513                        | 10718        | 20.9 | 45.1                           | 87.9                           | 8170                      | 15.9                  | 26752               | 52.1                | 111.6                                |
| 2010                                                                   | 1,410                      | 11,578       | 8.2  | 63.2                           | 44.8                           | 14,025                    | 9.9                   | 43792               | 31.1                | 99.9                                 |
| 1970 إلى 2010 صافي التغيير،٪                                           |                            |              |      |                                |                                |                           |                       |                     |                     |                                      |
|                                                                        | 3,792                      | 1,280        | ...  | ...                            | ...                            | 3,691                     | ...                   | 2237                | ...                 | ...                                  |
| 1975 (بعد الولايات المتحدة خارج المعيار الذهبي) إلى 2010 صافي التغير،٪ |                            |              |      |                                |                                |                           |                       |                     |                     |                                      |
|                                                                        | 929                        | 1,259        | ...  | ...                            | ...                            | 2531                      | ...                   | 1,634               | ...                 |                                      |

## العوامل المؤثرة
يتأثر سعر الذهب بالعرض والطلب فضلا عن المضاربات مثله مثل معظم السلع الأساسية. ولكن خلافا لمعظم السلع الأخرى، فإن اكتنازه والتخلص منه يلعب دورا أكبر في التأثير على سعره أكثر من استهلاكه.لا يزال معظم الذهب المستخرج في صورته الميسرة مثل: سبائك الذهب، والمجوهرات ضخمة الإنتاج، مع زيادة قيمته قليلا عن وزنه الجيد. وبالتالي من المحتمل عودة تلك الصور إلى سوق الذهب وبسعر مناسب. في نهاية عام 2006، تشير التقديرات أنه يبلغ كل الذهب المستخرج على الإطلاق 158.000 طن (156.000 أطنان كبيرة- 174.000 أطنان صغيرة). أعرب المستثمر وارن بافت أن إجمالي كمية الذهب على سطح الأرض يمكن جمعها في مكعب يبلغ جانبيه حوالي 20 متر (66 قدم). ومع ذلك، تُعد التقديرات لكمية الذهب الموجود اليوم هامة جدًا ومن الممكن أن يكون المكعب أصغر أو أكبر.
ونظرًا لكمية الذهب الكبيرة الموجودة على سطح الأرض مقارنة بالإنتاج السنوي، يتأثر سعر الذهب بالتغيرات في الهوى (الطلب) بدلا من التغيرات في الإنتاج السنوي (العرض). وفقًا لمجلس الذهب العالمي، يقترب إنتاج المناجم السنوي للذهب في السنوات القليلة الماضية إلى 2500 طن. حوالي 2000 طن من الذهب تدخل في المجوهرات أو الإنتاج الصناعي أو ذو الصلة بالأسنان، بينما يذهب حوالي 500 طن من الذهب للمستثمرين من الأفراد وصناديق الاستثمار المتداولة للذهب.
من المعروف أن العوامل التالية تؤثر على أسعار الذهب:
- التضخم: عندما يشهد الاقتصاد تضخمًا، غالبًا ما يندفع الناس لشراء الذهب للتحوط من التضخم، مما يؤدي إلى ارتفاع أسعار الذهب. عندما يستقر الوضع الاقتصادي، سيرغب الكثير من الناس في استثمار أموالهم وبيع ذهبهم، مما يتسبب في انخفاض قصير الأجل في أسعار الذهب.[27]
- بيع البنك المركزي: إذا كان لدى بنك مركزي كمية كبيرة من احتياطيات النقد الأجنبي وكان الاقتصاد في وضع جيد، فقد يرغب البنك المركزي في بيع ذهبه. هذا لأن الذهب أصل "ميت" لا يمكن إلا تخزينه، على عكس السندات التي يمكن أن تحقق عوائد. عندما تبيع البنوك المركزية الذهب، يزداد عرض الذهب وتنخفض قيمته.
- أسعار الفائدة: عندما ترتفع أسعار الفائدة، تزداد عوائد الأصول مثل السندات، مما يعني أن المستثمرين يفضلون الاحتفاظ بهذه الأصول بدلاً من الأصول "الميتة" مثل الذهب التي لا تحقق أي عوائد. سيبيع الكثير من الناس ذهبهم، مما يتسبب في انخفاض السعر. على العكس من ذلك، إذا انخفضت أسعار الفائدة، فعلى الأغلب أنه سيحدث العكس.[28]
- التطورات التكنولوجية: أشار بعض الاقتصاديين إلى أن تأثير التكنولوجيا على أسعار الذهب يصعب التنبؤ به. من حيث المبدأ، فإن كمية الذهب على الأرض محدودة، لذلك مع مرور الوقت، سيقترب البشر أكثر فأكثر من حالة "حفر كل الذهب على الأرض". في ذلك الوقت، سيكون عرض الذهب ضيقًا، ويجب أن يرتفع السعر بشكل حاد. من ناحية أخرى، قد تسمح التطورات التكنولوجية للبشر بإيجاد طرق جديدة لإنتاج الذهب، مما يزيد العرض ويخفض الأسعار.[29]

يُجري العديد من الاقتصاديين والمتخصصين في الشؤون المالية أبحاثًا لمحاولة التنبؤ بالتغيرات في أسعار الذهب باستخدام تقنيات الذكاء الاصطناعي مثل الشبكات العصبية.

## البنوك المركزية
تلعب البنوك المركزية وصندوق النقد الدولي دورًا مهمًا في سعر الذهب. في نهاية عام 2004، احتفظت البنوك المركزية والمنظمات الرسمية بنسبة 19٪ من الذهب الموجود فوق الأرض كاحتياطي رسمي من الذهب. اتفاقية واشنطن للذهب والتي امتدت لمدة عشر سنوات (WAG)، والتي يعود تاريخها إلى سبتمبر 1999، حدت من مبيعات الذهب من قبل أعضائها (أوروبا والولايات المتحدة واليابان وأستراليا وبنك التسويات الدولية وصندوق النقد الدولي) إلى أقل من 400 طن في السنة. في عام 2009، تم تمديد هذه الاتفاقية لمدة خمس سنوات، وبحد أقصى 500 طن. كانت البنوك المركزية الأوروبية، مثل بنك إنجلترا والبنك الوطني السويسري، من البائعين الرئيسيين للذهب خلال هذه الفترة. في عام 2014، تم تمديد الاتفاقية لمدة خمس سنوات أخرى بقيمة 400 طن سنويًا. ولكن في عام 2019، تم إيقاف تمديد الاتفاقية.
وعلى الرغم من أن البنوك المركزية لا تعلن بشكل عام عن مشتريات الذهب مقدمًا، فقد أعرب البعض، مثل روسيا، عن اهتمامهم بزيادة احتياطياتهم من الذهب وذلك اعتبارًا من أواخر عام 2005. في أوائل عام 2006، أعلنت الصين، التي تمتلك 1.3٪ فقط من احتياطياتها من الذهب،  أنها تبحث عن طرق لتحسين عوائد احتياطياتها الرسمية. أمل بعض المضاربين أن يشير هذا إلى أن الصين قد تعيد تشكيل المزيد من مقتنياتها على شكل الذهب، بما يتماشى مع البنوك المركزية الأخرى. بدأ المستثمرون الصينيون في متابعة الاستثمار في الذهب كبديل للاستثمار في اليورو بعد بداية أزمة منطقة اليورو في عام 2011. أصبحت الصين منذ ذلك الحين أكبر مستهلك للذهب في العالم اعتبارًا من 2013.
يمكن أن يتأثر سعر الذهب بعدد من متغيرات الاقتصاد الكلي. وتشمل هذه المتغيرات سعر النفط، واستخدام التيسير الكمي، وتحركات أسعار صرف العملات والعوائد في أسواق الأسهم.
| السنوات   | كمية الذهب التي باعها صندوق النقد الدولي                      | بيعت ل                |
| --------- | ------------------------------------------------------------- | --------------------- |
| 1970-1971 | "كمية الذهب التي اشتراها صندوق النقد الدولي من جنوب إفريقيا " |                       |
| 1976-1980 | 50 مليون أوقية (1555 طن)                                      |                       |
| 1999-2000 | 14 مليون أوقية (435 طن)                                       |                       |
| 2009-2010 | 13 مليون أوقية (403 أطنان)                                    | 200 طن إلى الهند      |
| 2009-2010 | 13 مليون أوقية (403 أطنان)                                    | 10 أطنان إلى سريلانكا |
| 2009-2010 | 13 مليون أوقية (403 أطنان)                                    | 10 أطنان إلى بنغلاديش |
| 2009-2010 | 13 مليون أوقية (403 أطنان)                                    | 2 طن إلى موريشيوس     |
| 2009-2010 | لا يزال لدى صندوق النقد الدولي 2814.1 طن متري من الذهب        |                       |

وجهة نظر دويتشه بنك في النقطة التي يمكن عندها اعتبار أسعار الذهب قريبة من القيمة العادلة (في 10 أكتوبر 2014)
|                        | دولار أمريكي / أونصة |
| ---------------------- | -------------------- |
| بالقيمة الحقيقية (PPI) | 725                  |
| بالقيمة الحقيقية (CPI) | 770                  |
| نسبة إلى دخل الفرد     | 800                  |
| بالنسبة لمؤشر S & P500 | 900                  |
| مقابل النحاس           | 1050                 |
| مقابل النفط الخام      | 1400                 |

## التحوط من الضغوط المالية
يمكن استخدام الذهب، مثله مثل جميع المعادن الثمينة، كآلية تحوط ضد التضخم أو الانكماش أو انخفاض قيمة العملة، على الرغم من أن فعاليته على هذا النحو قد تم التشكيك فيها؛ تاريخياً، لم تثبت موثوقيتها كأداة تحوط. من السمات الفريدة للذهب أنه لا ينطوي على مخاطر التخلف عن السداد. كما أوضح جو فوستر، مدير محفظة صندوق فان إيك الدولي للذهب في نيويورك، في سبتمبر 2010:
تتعرض عملات جميع الدول الكبرى لضغوط شديدة بسبب العجز الحكومي الهائل. كلما زادت الأموال التي يتم ضخها في هذه الاقتصادات - طباعة النقود بشكل أساسي - كلما أصبحت العملات أقل قيمة.

## المجوهرات والطلب الصناعي
تمثل المجوهرات باستمرار أكثر من ثلثي سبب الطلب السنوي على الذهب. وتعد الهند أكبر مستهلك من حيث الحجم، حيث تمثل 27٪ من الطلب العالمي في عام 2009، تليها الصين والولايات المتحدة الأمريكية.
تمثل الاستخدامات الصناعية وطب الأسنان والطبية حوالي 12٪ من الطلب العالمي على الذهب. الذهب له خصائص توصيل حرارية وكهربائية عالية، إلى جانب مقاومة عالية للتآكل وللاستعمار البكتيري. تذبذب الطلب على المجوهرات والصناعات خلال السنوات القليلة الماضية بسبب التوسع المطرد في الأسواق الناشئة للطبقات المتوسطة التي تطمح إلى أنماط الحياة الغربية، والتي عوضتها الأزمة المالية في 2007-2010 .

## إعادة تدوير المجوهرات الذهبية
في السنوات الأخيرة، شكلت إعادة تدوير المجوهرات المستعملة صناعة تقدر قيمتها بمليارات الدولارات. يشير مصطلح «النقد مقابل الذهب» إلى العروض النقدية لبيع المجوهرات الذهبية القديمة أو المكسورة أو غير المتطابقة إلى مشتري الذهب المحليين وعلى الإنترنت. هناك العديد من المواقع التي تقدم هذه الخدمات.
ومع ذلك، هناك العديد من الشركات التي تم ضبطها وهي تستغل عملائها، وتدفع جزءًا بسيطًا مما يستحقه الذهب أو الفضة، مما يؤدي إلى عدم الثقة في العديد من الشركات.

## الحرب والغزو والطوارئ الوطنية
عندما كانت الدولارات قابلة للتحويل بالكامل إلى ذهب عبر معيار الذهب، كان كلاهما يعتبر نقودًا. ومع ذلك، فضل معظم الناس حمل الأوراق النقدية الورقية بدلاً من العملات الذهبية الثقيلة إلى حد ما والأقل قابلية للقسمة. إذا أصبح الناس يخشون أن بنكهم قد يفشل، فقد ينتج عن ذلك دهم البنك. حدث هذا في الولايات المتحدة خلال فترة الكساد الكبير في الثلاثينيات، مما دفع الرئيس روزفلت إلى فرض حالة طوارئ وطنية وإصدار الأمر التنفيذي رقم 6102 الذي حظر «اكتناز» الذهب من قبل مواطني الولايات المتحدة. عقدت فقط محاكمة واحدة بموجب هذا الأمر التنفيذي، والتي حكم القاضي الفيدرالي جون إم وولسي ضنتها ببطلان الأمر التنفيذي، على أساس تقني وهو أن الأمر التنفيذي كان قد تم توقيعه من قبل الرئيس، وليس من قبل وزير الخزانة كما كان يشترط القانون.

## مَركبات الاستثمار

### السبائك

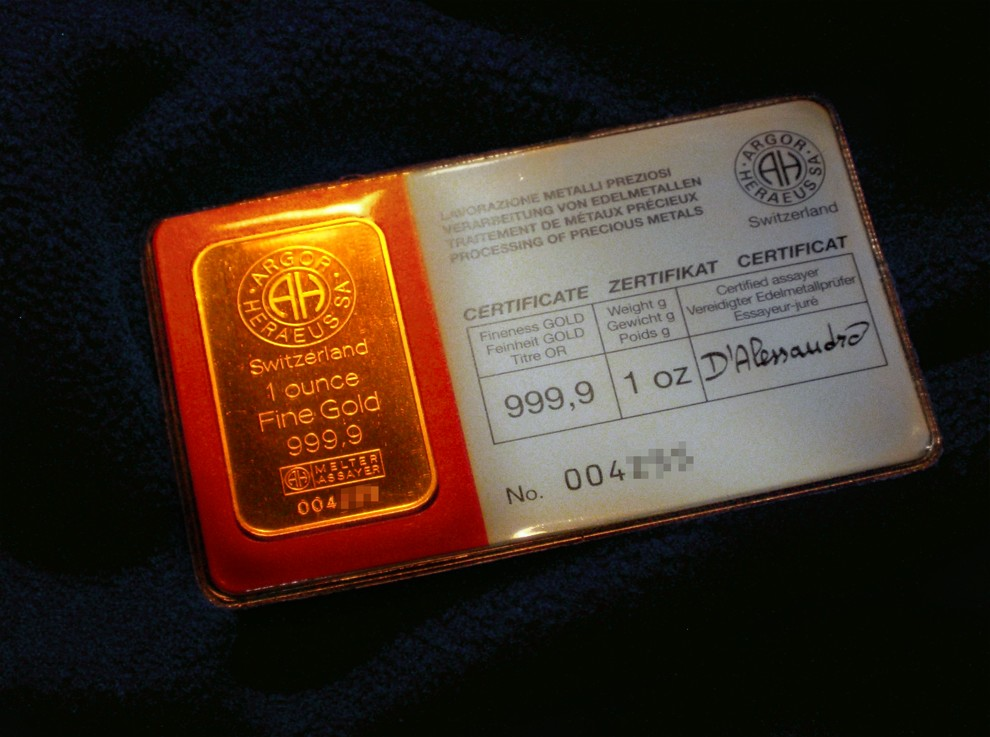
سبيكة ذهب مع شهادة

الطريقة الأكثر تقليدية للاستثمار في الذهب هي شراء سبائك الذهب. في بعض البلدان، مثل كندا والنمسا وليختنشتاين وسويسرا، يمكن شراؤها أو بيعها بسهولة في البنوك الكبرى. بدلاً من ذلك، هناك تجار الذهب الذين يقدمون نفس الخدمة. السبائك متوفرة بأحجام مختلفة. على سبيل المثال، في أوروبا، تبلغ أوزان سبائك ذهب المنتج الجيد قرابة 400 أوقية ترويسية (12 كـغ) . السبائك بوزن 1 كيلوغرام (32.2 ozt) شائعة أيضًا، على الرغم من وجود العديد من الأوزان الأخرى، مثل 10 ozt (310 غ) ، 1 ozt (31 غ) ، 10 غ، 100 غ 1 كجم، 1 تايل (50 g في الصين)، و 1 تولا (11.3 غ).
تحمل قضبان السبائك عمومًا عمولات سعرية أقل من عملات السبائك الذهبية. ومع ذلك، فإن قضبان السبائك الكبيرة تنطوي على مخاطر متزايدة من التزوير بسبب معاييرها الأقل صرامة فيما يتعلق بالمظهر. ففي حين أنه يمكن بسهولة وزن وقياس عملات السبائك المعدنية مقابل أوزان قياسية للتأكد من صحتها، فإن معظم قضبان السبائك لا يمكن التدقيق عليها، وغالبًا ما يقوم مشتري سبائك الذهب بإعادة الصهر لفحص وتقيم الذهب. تملك السبائك الضخمة حجما يسمح بالتزوير الجزئي لباطنها، حيث تم وضع التنغستن في وسط السبيكة ويصعب جدا الكشف عن هذا الغش خلال الفحص العادي. إذ يعتبر التنجستن معدنا مثاليًا لهذا الغرض لأنه أقل تكلفة بكثير من الذهب، ولكنه يملك نفس الكثافة (19.3 جم / سم مكعب).

### العملات المعدنية
العملات الذهبية هي طريقة شائعة لامتلاك الذهب. يتم تسعير عملات السبائك وفقًا لدرجة النقاء، بالإضافة إلى عمولة صغيرة تعتمد على العرض والطلب (على عكس المنمنمات الذهبية المسكوكة، والتي يتم تسعيرها أساسًا عن طريق العرض والطلب على أساس الندرة والحالة).
تتراوح أحجام العملات المعدنية من 0.1 إلى 2 أوقية ترويسية (3.1 إلى 62.2 غ). حجم 1 أوقية ترويسية (31 غ) هو الحجم الأكثر شيوعًا والمتاح بسهولة.[بحاجة لمصدر]
كروغيراند هي العملة الذهبية الأكثر انتشارًا، برصيد 46 مليون أوقية ترويسية (1,400 t) متداولة. تشمل عملات السبائك الذهبية الشائعة الأخرى الناغيت الذهبي الأسترالي (كانغارو)، الفيلهارموني النمساوي (الفيلهارمونيك)، 100 كورونا النمساوي، المابل ليف الذهبي الكندي، الباندا الذهبية الصينية، كيجانج إيماس الماليزي، النابليون الفرنسي أو لويس دور، الذهب المكسيكي 50 بيزو، السوفرن البريطاني، والنسر الذهبي الأمريكي، والبوفالو الأمريكي.
يمكن شراء العملات المعدنية من مجموعة متنوعة من التجار الكبار والصغار. العملات الذهبية المزيفة شائعة وعادة ما تكون مصنوعة من سبائك ذات طبقات ذهبية.

### الصكوك الذهبية
تبدو الصكوك الذهبية مشابه للعملات الذهبية، لكن ليس لها قيمة العملات.  وهي تتواجد في أحجام مماثلة للعملات الذهبية، بما في ذلك 0.05 أوقية ترويسية (1.6 غ)، 1 أوقية ترويسية (31 غ) وأكبر. على العكس من العملات الذهبية، لا تحتوي الصكوك الذهبية، عادةً، على معادن إضافية لأغراض المتانة ولا يلزم صنعها ضمن دار سك العملة الحكومية، مما يسمح لسعر الصكوك الذهبية العلوي بأن يكون أقل مقارنة بالعملات الذهبية. من ناحية أخرى، لا يوجد إقبال على جمع الصكوك الذهبية كما هو المعتاد مع العملات الذهبية.

## سوق الذهب
سوق الذهب هو أيضا عرضة للتكهنات تماماً كغيره من السلع، ولا سيما من خلال استخدام العقود الآجلة والمشتقات. إن تجارة الذهب منذ قدم التاريخ، دور احتياطي الذهب في البنوك المركزية، ارتباط الذهب مع غيره من السلع والأسعار، وتسعيرها مقابل العملات خلال الأزمة المالية 2007-2010، تشير إلى أن للذهب ملامح كالمال. منذ تحرير ارتباط الذهب مع العملات بدأت شركات الوساطة العالمية مثل سي إف آي وآيرون إف إكس تقدم تجارة الذهب كأداة من أدوات التجارة الإلكترونية.
استخدم الذهب على مر التاريخ كالمال ولقد كان المعيار النسبي للعملة في المناطق الاقتصادية أو البلدان. العملة الأخيرة من الذهب كانت الفرنك السويسري في عام 2000.

## الاستثمار المباشر في السلع
الاستثمار المباشر في السلع، مثل النفط أو الذهب، يميل إلى أن يكون أكثر صعوبة بالنسبة للمستثمرين من الاستثمار في الأسهم والسندات. والسبب الرئيسي لذلك هو أن الأسهم والسندات قابلة للتحويل بسهولة ويمكن للمستثمر المتوسط الوصول إليها بسهولة. تقليديا، كانت السلع الأساسية أكثر صعوبة للاستثمار والسبب في ذلك طريقة التجارة المعقدة التي كانت من خلال العقود الآجلة وأسواق الخيارات.

## صناديق الاستثمار المتداولة
تقوم الآن صناديق الاستثمار المتداولة (exchange traded funds (ETF))، بمحاكاة حركات السلع الأساسية، وإعطاء المستثمرين التعرض المباشر. في حين أن هذه الصناديق لا تحتوي على كل سلعة، إلا أنها تحتوي على الذهب والنفط. هذا الاستثمار هو واحد من أسهل الطرق وأقلها تكلفة للوصول إلى سوق الذهب.

## الاستثمار في الذهب
بشكل عام، إن المستثمرين الذين يتطلعون إلى الاستثمار في الذهب بشكل مباشر لديهم ثلاثة خيارات: يمكنهم شراء الأصول المادية، صناديق الاستثمار المتداولة، أو المتاجرة بالعقود الآجلة والخيارات في سوق السلع.

## تجارة الذهب
تجارة الذهب من أكبر مكونات التجارة العالمية وذلك للحاجة الملحة لاستخدام هذا المعدن الثمين في كثير من مناحي الحياة الصناعية والاستراتيجية الاحتياطية والاجتماعية.
تجارة الذهب قديمة متجددة وتتمثل في بيع وشراء الذهب من مختلف العيارات والأشكال والنماذج.
وتتغير أسعار هذا المعدن وفقا لظروف الأسواق العالمية من حيث العرض والطلب ومن حيث ظروف العالم من حيث الكوارث والحروب وقد يكون الذهب أحيانا ملجأ للمستثمرين في حالات كثيرة مثل تدهور أسعار الدولار الأمريكي والعملات الرئيسية بالعالم.

## عيارات الذهب
للذهب عدة عيارات مختلفة تقيس مدى تركيز المعدن الأصفر:
1- الذهب عيار 24 وهو من أكثر أنواع الذهب من حيث النقاء ويعتبر ذهب خالص.
2 - ذهب عيار 22
3- ذهب عيار 21
4- ذهب عيار 18
5- ذهب عيار 14
6- ذهب عيار 12
7- ذهب عيار 9
تجارة الذهب العادية بحاجة لرأس مال كبير وذلك لان هذه المعدن النفيس غال جدا ويقاس بالغرام ويسعر عالميا في أسعار أسواق الصرف العالمية بالدولار الأمريكي.

## التجارة الإلكترونية
ان تجارة الذهب الإلكترونية مختلفة تماما عن تجارة الذهب العادية وتقوم على أساس شراء عقود الذهب اونلاين عن طريق الإنترنت في شركات الوساطة العالمية والتي بدورها تلعب دور الوسيط بين التجار وبين الأسواق العالمية.
وتوفر الشركات وفقا لهذا النظام ما يسمى بالهامش أو الرافعة المالية والتي تضاعف رأس مال التجار 100 مره أو أكثر لكي يتمكنوا برأس مال بسيط من شراء كميات كبيرة من الذهب.

### الربح والخسارة
ان نظام الربح والخسارة في تجارة الذهب وبيعه وشراءه اونلاين في شركات المتاجرة بالذهب إلكترونيا يسمح بالريح السريع ولكن أيضا بالخسارة السريعة ومثال على على ذلك إذا اشتريت وفقا لهذا النظام ذهبا مقابل الدولار الأمريكي برأس مال 1000 دولار أمريكي وبهامش 1:100 أي رافعة مالية 1:100 فان تحرك الأونصة 10 دولارات في السعر سيجني أرباحا بقيمة 100% من قيمة رأس مالك الأصلي 1000 دولار أمريكي.

### كيفية احتساب النقاط في تجارة الذهب الإلكترونية
تحسب على أساس ان كل 10 سنتات في سعر أونصة الذهب تساوي نقطة وكل نقطة تساوي ربح أو خسارة 1% من قيمة راس المال الأصلي طبعا هذا بافتراض أن الهامش للشركة 1:100 .

### شركات تجارة الذهب عبر الإنترنت
هناك العديد من الشركات العالمية ويجب عند اختبارك للوسيط الذي ستمارس تجارة الذهب من خلاله توفر عدة شروط فيه مثل:
1- ان يكون وسيطا مرخصا من الجهات الرقابية في الولايات المتحدة الأمريكية أو بريطانيا أو الاتحاد الأوروبي وأفضل التراخيص هو الترخيص الأمريكي إن إف إيه.
2- يجب ان يكون الهامش السعري أي الفرق بين سعر العرض والطلب دولار أو اقل.
3- يجب ان يكون الوسيط قديم وخبير في الاسواق العالمية.
4- يجب ان يوفر الوسيط سرعة في السحب والتسجيل والتفعيل والإيداع.
5- يجب ان يوفر الوسيط تعليم وتوصيات مجانية يومية.

## احتياطي الدول من الذهب
| ترتيب | الدولة/المنظمة         | احتياطيات الذهب (بالطن) | حصة الذهب في احتياطي النقد الأجنبي |
| ----- | ---------------------- | ----------------------- | ---------------------------------- |
| 1     | الولايات المتحدة       | 8,113.1                 | 77.0%                              |
| 2     | المانيا                | 3,366.5                 | 73.5%                              |
| —     | صندوق النقد الدولي     | 2,814.0                 | —                                  |
| 3     | ايطاليا                | 2,451.8                 | 68.3%                              |
| 4     | فرنسا                  | 2,436.0                 | 63.2%                              |
| 5     | روسيا                  | 2,271.2                 | 19.9%                              |
| 6     | الصين                  | 1,948.3                 | 2.9%                               |
| 7     | سويسرا                 | 1,040.0                 | 6.0%                               |
| 8     | اليابان                | 799.2                   | 2.8%                               |
| 9     | الهند                  | 626                     | 6.8%                               |
| 10    | هولندا                 | 612.5                   | 69.5%                              |
| —     | البنك المركزي الأوروبي | 504.8                   | 30.0%                              |
| 11    | تايوان                 | 422.4                   | 4.2%                               |
| 12    | تركيا                  | 412.5                   | 20.4%                              |
| 13    | كازاخستان              | 385.5                   | 64.9%                              |
| 14    | البرتغال               | 382.5                   | 77.1%                              |
| 15    | أوزبكستان              | 335.9                   | 56.0%                              |
| 16    | السعودية               | 323.1                   | 3.1%                               |
| 17    | المملكة المتحدة        | 310.3                   | 8.7%                               |
| 18    | لبنان                  | 286.8                   | 26.4%                              |
| 19    | إسبانيا                | 281.6                   | 18.4%                              |
| 20    | النمسا                 | 280.0                   | 57.8%                              |